# Gesaia vityazia
Gesaia vityazia är en ringmaskart som beskrevs av Kirtley 1994. Gesaia vityazia ingår i släktet Gesaia och familjen Sabellariidae. Inga underarter finns listade i Catalogue of Life.